# العلاقات البوسنية الجيبوتية
العلاقات البوسنية الجيبوتية هي العلاقات الثنائية التي تجمع بين البوسنة والهرسك وجيبوتي.

## مقارنة بين البلدين
هذه مقارنة عامة ومرجعية للدولتين:
| وجه المقارنة                                              | البوسنة والهرسك                                             | جيبوتي                    |
| --------------------------------------------------------- | ----------------------------------------------------------- | ------------------------- |
| المساحة (كم2)                                             | 51.20 ألف                                                   | 23.20 ألف                 |
| عدد السكان (نسمة)                                         | 3.51 مليون                                                  | 956.99 ألف                |
| الكثافة السكانية (ن./كم²)                                 | 68.55                                                       | 41.25                     |
| العاصمة                                                   | سراييفو                                                     | جيبوتي                    |
| اللغة الرسمية                                             | اللغة البوسنوية، اللغة الكرواتية، اللغة الصربية             | لغة فرنسية، اللغة العربية |
| العملة                                                    | مارك بوسني                                                  | فرنك جيبوتي               |
| الناتج المحلي الإجمالي (بليون دولار)                      | 18.17 مليار                                                 | 1.84 مليار                |
| الناتج المحلي الإجمالي (تعادل القوة الشرائية) بليون دولار | 41.35 مليار                                                 | 3.10 مليار                |
| الناتج المحلي الإجمالي الاسمي للفرد دولار أمريكي          | 4.25 ألف                                                    | 1.95 ألف                  |
| الناتج المحلي الإجمالي للفرد دولار أمريكي                 | 10.43 ألف                                                   | 3.27 ألف                  |
| مؤشر التنمية البشرية                                      | 0.733                                                       | 0.470                     |
| رمز المكالمات الدولي                                      | +387                                                        | +253                      |
| رمز الإنترنت                                              | .ba                                                         | .dj                       |
| المنطقة الزمنية                                           | توقيت وسط أوروبا، ت ع م+01:00، ت ع م+02:00، أوروبا/سراييفو ‏ | ت ع م+03:00               |

## منظمات دولية مشتركة
يشترك البلدان في عضوية مجموعة من المنظمات الدولية، منها:
| علم المنظمة | اسم المنظمة                        | تاريخ انضمام البوسنة والهرسك | تاريخ انضمام جيبوتي |
| ----------- | ---------------------------------- | ---------------------------- | ------------------- |
|             | مؤسسة التنمية الدولية              | 25 فبراير 1993               | 1 أكتوبر 1980       |
|             | يونسكو                             | 2 يونيو 1993                 | 31 أغسطس 1989       |
|             | وكالة ضمان الاستثمار متعدد الأطراف | 19 مارس 1993                 | 12 يناير 2007       |
|             | الأمم المتحدة                      | 22 مايو 1992                 | 20 سبتمبر 1977      |
|             | الاتحاد البريدي العالمي            | ?                            | ?                   |
|             | البنك الدولي للإنشاء والتعمير      | 25 فبراير 1993               | 1 أكتوبر 1980       |
|             | الاتحاد الدولي للاتصالات           | 20 أكتوبر 1992               | 22 نوفمبر 1977      |
|             | منظمة حظر الأسلحة الكيميائية       | ?                            | ?                   |
|             | مؤسسة التمويل الدولية              | 25 فبراير 1993               | 1 أكتوبر 1980       |
|             | منظمة الشرطة الجنائية الدولية      | ?                            | ?                   |

## وصلات خارجية
- موقع وزارة الخارجية البوسنية